# Cruciada Alexandriană

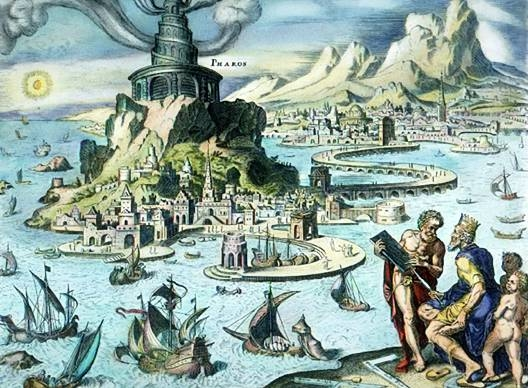
Farul din Alexandria, gravură de Martin Heemskerck.

Cruciada Alexandriană din octombrie 1365 a fost o operațiune amfibie împotriva orașului-port Alexandria din Egipt, condusă de Pedro I al Ciprului.

## Istoric
Pedro a petrecut trei ani adunând bani și soldați din toată Europa pentru a asigura succesul expediției sale. Armata a fost îmbarcată în octombrie 1365, iar debarcarea a avut loc cam pe data de 7-8 a aceleiași luni. Cruciații i-au înfrânt rapid pe apărătorii Alexandriei, au intrat în oraș și s-au dedat la jafuri și distrugeri de proporții. Mai înainte ca armata mamelucă trimisă în ajutorul Alexandriei să ajungă în oraș pe 12 octombrie, cruciații s-au îmbarcat și au plecat în Cipru. 
După cum afirmă cronicarul egiptean Alī al-Maqrīzī, succesul cruciaților s-a datorat, cel puțin în parte, tacticii diversioaniste adoptate. În timp ce forțele musulmane erau ocupate să lupte cu forțele "false" care fuseseră debarcate și atacau în zona de vest a portului, forța creștină "reală", inclusiv cavaleriștii, a debarcat la o oarecare depărtare de oraș și i-a luat prin surprindere pe apărători. La sfârșitul luptei, creștinii au atacat pe amândouă fronturile, iar apărătorii au intrat în panică.

## Interpretări
Jo van Steenbergen, citându-l pe Pedro Edbury, consideră că această operațiune militară a fost mai degrabă generată de interese economice decât de fervoarea religioasă. Se pare că Pedro a dorit să distugă Alexandria ca prim port comercial din Mediterana răsăriteană, sperând că portul Famagusta ar putea beneficia de redirecțioanrea comerțului maritim din zonă.